# Ensign N180B
Chronologie des modèles (1981-1982)
Ensign N180 Ensign N181
L'Ensign N180B est une monoplace de Formule 1 engagée par l'écurie britannique Ensign dans le cadre du championnat du monde de Formule 1 1981. Elle est successivement pilotée par le Suisse Marc Surer et le Chilien Eliseo Salazar. Le Chilien Ricardo Londoño était pressenti pour disputer le Grand Prix du Brésil, mais il n'obtient pas sa superlicence.
En 1982, l'écurie est inscrite pour le Grand Prix d'Afrique du Sud, avec le Colombien Roberto Guerrero, mais celle-ci déclare forfait.

## Résultats en championnat du monde de Formule 1
| Saison | Écurie        | Moteur               | Pneus         | Pilotes          | Courses | Courses | Courses | Courses | Courses | Courses | Courses | Courses | Courses | Courses | Courses | Courses | Courses | Courses | Courses | Courses | Points inscrits | Classement |
| Saison | Écurie        | Moteur               | Pneus         | Pilotes          | 1       | 2       | 3       | 4       | 5       | 6       | 7       | 8       | 9       | 10      | 11      | 12      | 13      | 14      | 15      | 16      | Points inscrits | Classement |
| ------ | ------------- | -------------------- | ------------- | ---------------- | ------- | ------- | ------- | ------- | ------- | ------- | ------- | ------- | ------- | ------- | ------- | ------- | ------- | ------- | ------- | ------- | --------------- | ---------- |
| 1981   | Ensign Racing | Ford-Cosworth DFV V8 | Michelin Avon |                  | EUO     | BRÉ     | ARG     | SMR     | BEL     | MON     | ESP     | FRA     | GBR     | ALL     | AUT     | P-B     | ITA     | CAN     | LVE     |         | 5               | 11e        |
| 1981   | Ensign Racing | Ford-Cosworth DFV V8 | Michelin Avon | Marc Surer       | Abd.    | 4e      | Abd.    | 9e      | 11e     | 6e      |         |         |         |         |         |         |         |         |         |         | 5               | 11e        |
| 1981   | Ensign Racing | Ford-Cosworth DFV V8 | Michelin Avon | Ricardo Londoño  |         | Forf    |         |         |         |         |         |         |         |         |         |         |         |         |         |         | 5               | 11e        |
| 1981   | Ensign Racing | Ford-Cosworth DFV V8 | Michelin Avon | Eliseo Salazar   |         |         |         |         |         |         | 14e     | Abd.    | Nq      | Nc.     | Abd.    | 6e      | Abd.    | Abd.    | Nc.     |         | 5               | 11e        |
| 1982   | Ensign Racing | Ford-Cosworth DFV V8 | Avon          |                  | AFS     | BRÉ     | EUO     | SMR     | BEL     | MON     | EUE     | CAN     | P-B     | GBR     | FRA     | ALL     | AUT     | SUI     | ITA     | LVE     | 0               | 16e        |
| 1982   | Ensign Racing | Ford-Cosworth DFV V8 | Avon          | Roberto Guerrero | Forf    |         |         |         |         |         |         |         |         |         |         |         |         |         |         |         | 0               | 16e        |

Légende : ici 